# Korb (Möckmühl)
Korb ist ein Ortsteil der Stadt Möckmühl im Landkreis Heilbronn in Baden-Württemberg.

## Allgemeines

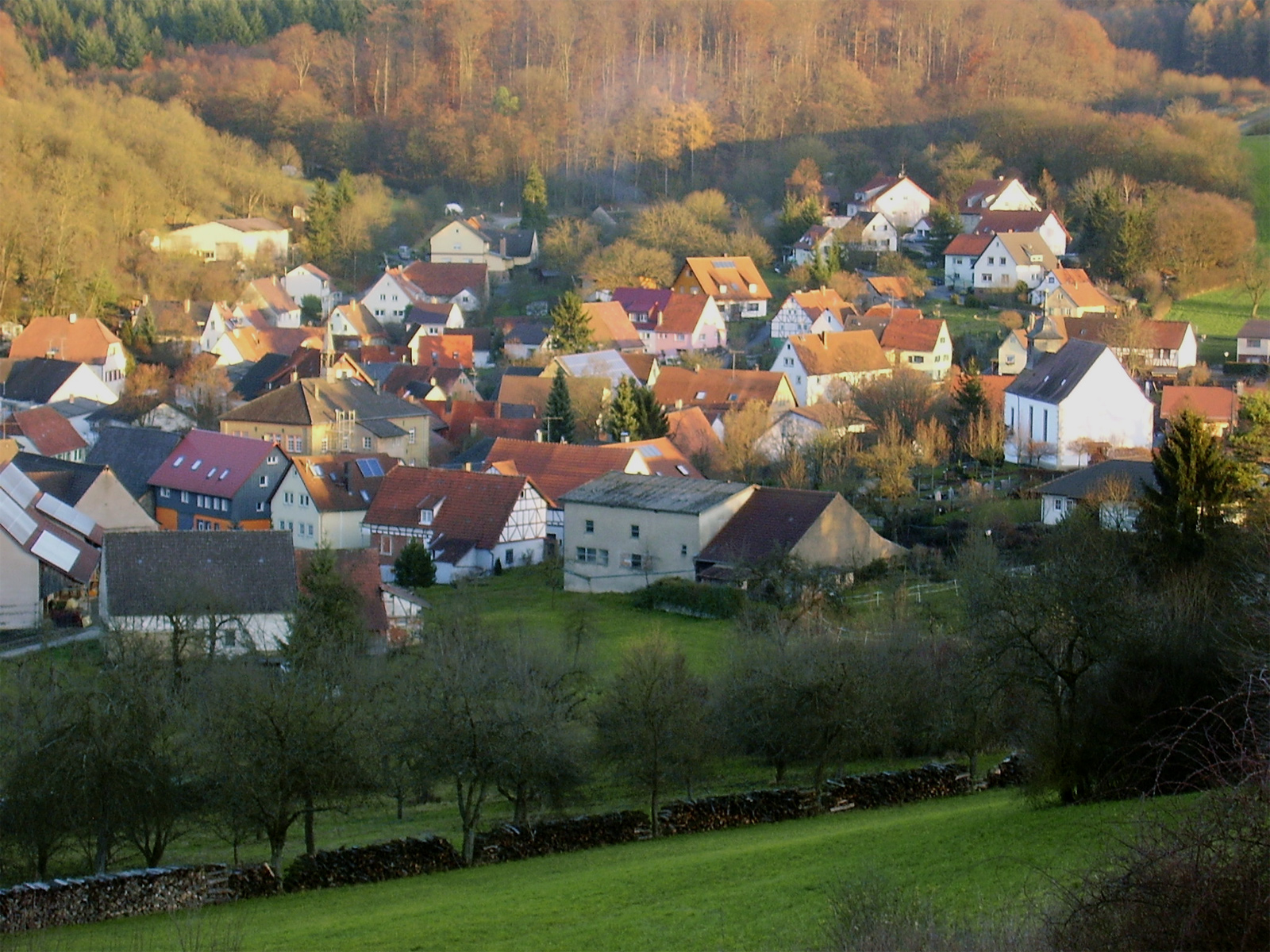
Blick auf Korb

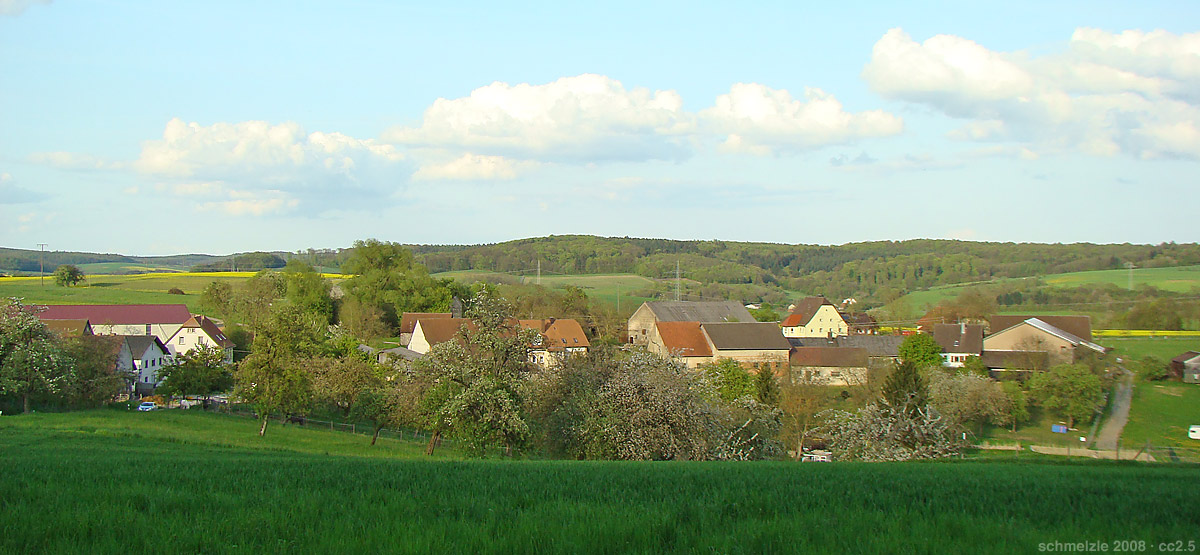
Die zu Korb gehörende Siedlung Hagenbach

Korb liegt sechs Kilometer nördlich von Möckmühl am Hergstbach. Zu dem Ort gehören die Siedlungen Hagenbach und Dippach. Die Gesamteinwohnerzahl beträgt ca. 320. Benachbart liegen im Nordwesten und im Norden die zu Adelsheim gehörenden Dörfer Sennfeld und Leibenstadt, im Südosten die Stadt Widdern und im Süden am Zusammenfluss von Hergstbach und Jagst Ruchsen, das zu Möckmühl gehört.

## Geschichte
Korb wurde bereits in hochmittelalterlichen Urkunden als „Corbe“ erwähnt. Der Name deutet auf ein trockengelegtes Sumpfgebiet hin. Ein edelfreies Geschlecht aus Korb ist erstmals 1103 belegt, als Bucco de Corba unter den Zeugen einer Schenkung an das Kloster Hirsau erscheint. Sein Besitz fiel nach seinem Tod an seinen in Grettstadt bei Schweinfurt gesessenen Bruder Sigeloch, der aus diesem Erbe zwölf Höfe in Korb dem Kloster Comburg vermachte. In der Nähe der Korber Kirche wurden hochmittelalterliche Mauerreste einer kleinen Burg entdeckt.
Der Ort kam aus dem Besitz der Herren von Berlichingen, die zum Fränkischen Ritterkreis gehörten, 1806 zum Königreich Württemberg und ging 1846 im Zusammenhang mit einem Gebietsaustausch an Baden über. 1934 wurden Dippach und Hagenbach nach Korb eingemeindet. 1939 wurden 394 Einwohner gezählt, Ende 1945 waren es 393.
Korb blieb im Zweiten Weltkrieg von Kriegsschäden weitestgehend verschont. Am Korber Schulhaus, in dem bis zur Eingemeindung nach Möckmühl 1971 auch das Rathaus untergebracht war, ist lediglich ein kleiner Schaden durch ein amerikanisches Geschoss zu sehen, das sich – angeblich – beim Beschuss von Lampoldshausen dorthin verirrte.
Am 1. Januar 1971 wurde Korb zusammen mit seinen zwei Weilern Dippach und Hagenbach nach Möckmühl eingemeindet und wechselte damit vom Landkreis Buchen in den Landkreis Heilbronn.

## Religion
Korb und die zu Adelsheim gehörenden Dörfer Sennfeld und Leibenstadt bilden eine eigenständige evangelische Kirchengemeinde.
Eine jüdische Gemeinde bestand in Korb bis Anfang des 20. Jahrhunderts. Erstmals wird 1743 ein jüdischer Einwohner genannt. 1833 zählte man die Höchstzahl von 102 jüdischen Einwohnern am Ort. In der 1824 erbauten Synagoge in Korb gab es neben dem Betsaal (Synagoge) auch eine Religionsschule, eine Lehrerwohnung und eine Mikwe. Die Gemeinde zählte ab 1832 als Filiale zur jüdischen Gemeinde Olnhausen, nach dem Übergang Korbs an Baden zum Rabbinat in Merchingen. Durch Aus- und Abwanderung ging die Gemeindegröße in der zweiten Hälfte des 19. Jahrhunderts zurück, so dass die Gemeinde 1903 aufgelöst wurde. Die letzten Juden verließen den Ort im Jahr 1926. Mindestens sieben der in Korb geborenen Juden sind in der NS-Zeit umgekommen.

## Bauwerke

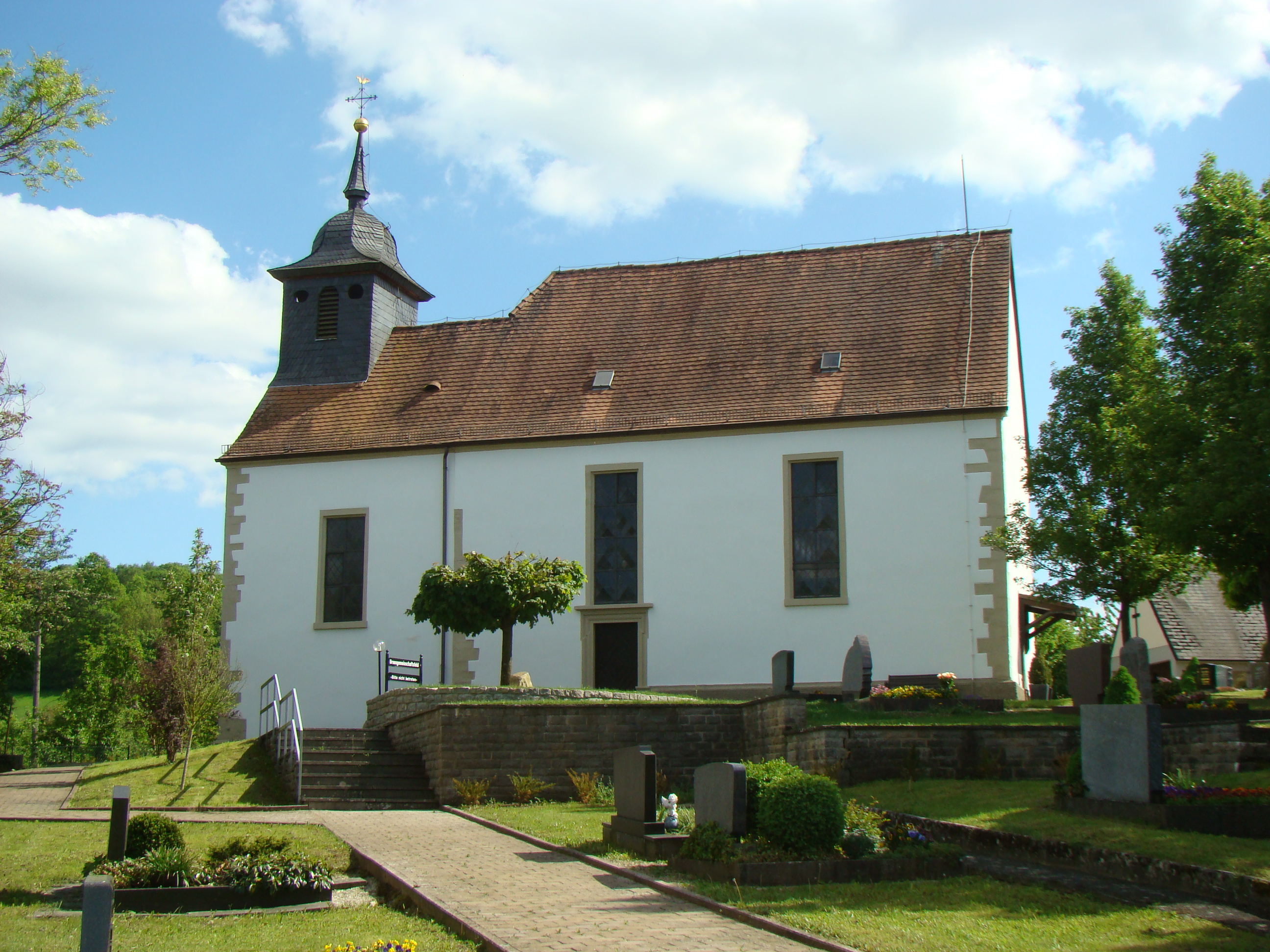
Die Kirche in Korb

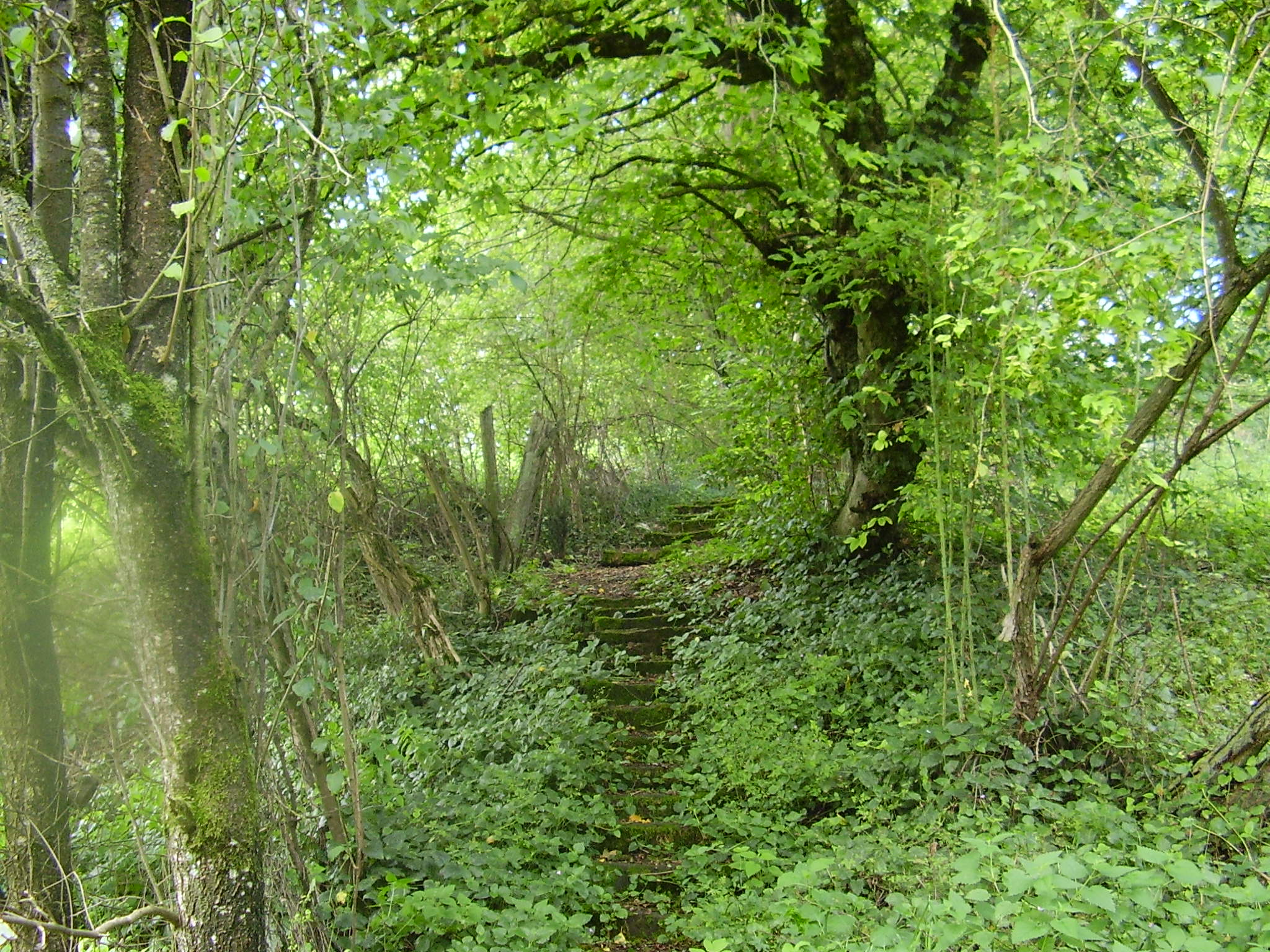
Die alte Treppe zur Kirche (Foto von 2007) war zuletzt gesperrt und wurde inzwischen erneuert

Oberhalb von Korb auf dem Friedhof steht eine evangelische Turmchorkirche mit spätgotischen Wandmalereien. Im Ort befindet sich die ehemalige Synagoge. Zu den markanten Gebäuden zählen auch das Schul- und Rathaus sowie der Landgasthof Krone.

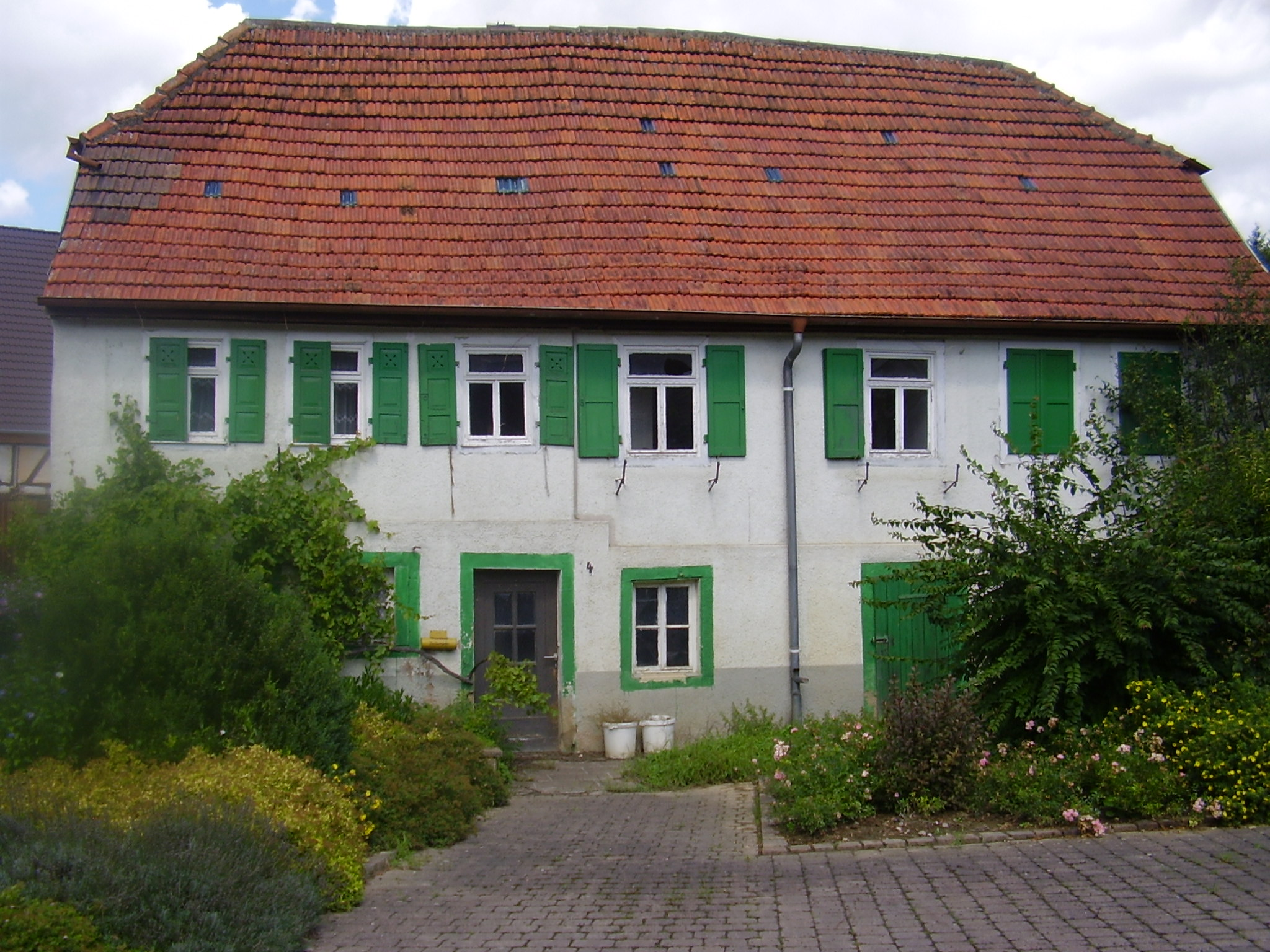
Ehemalige Synagoge
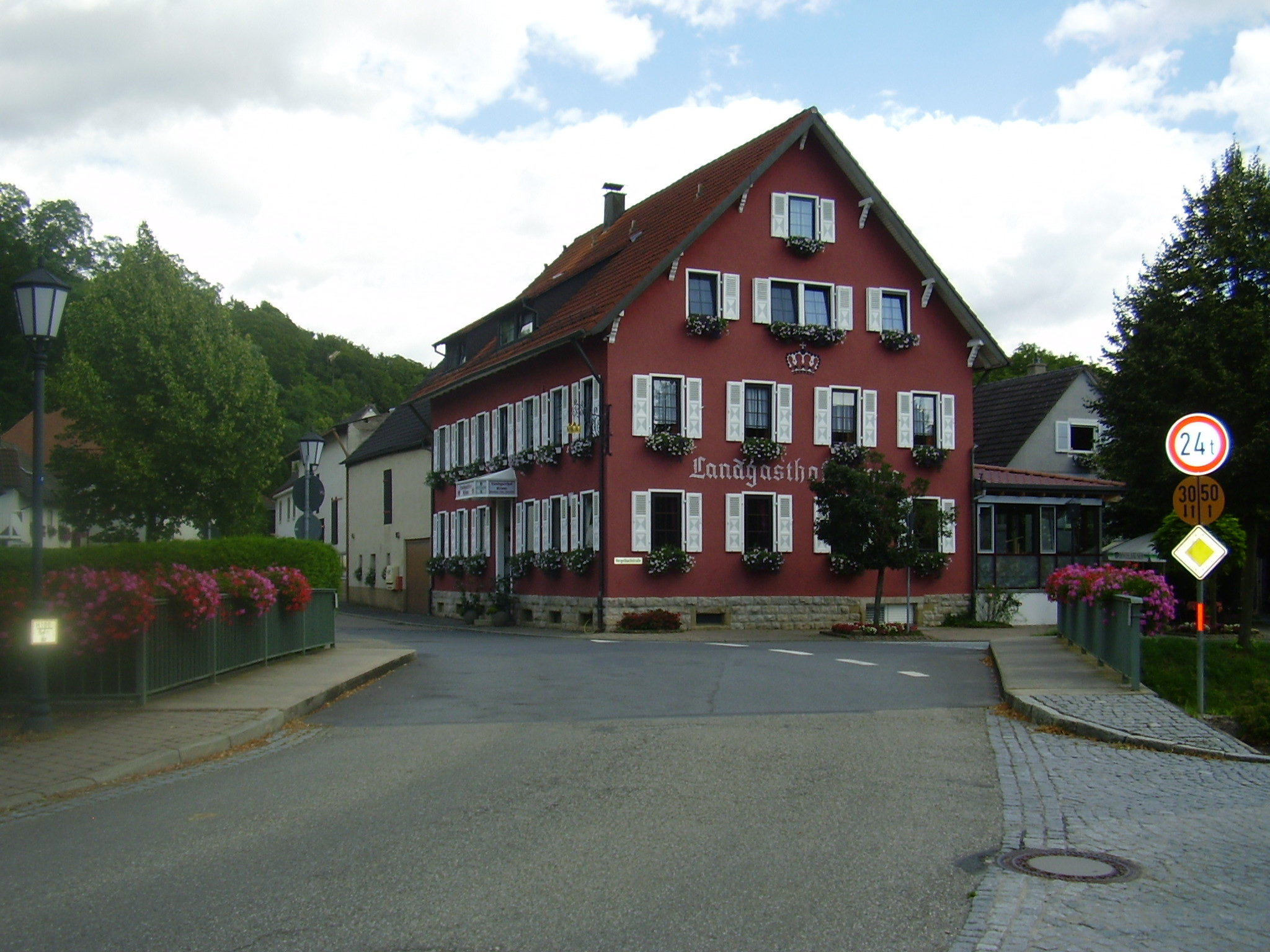
Landgasthof Krone
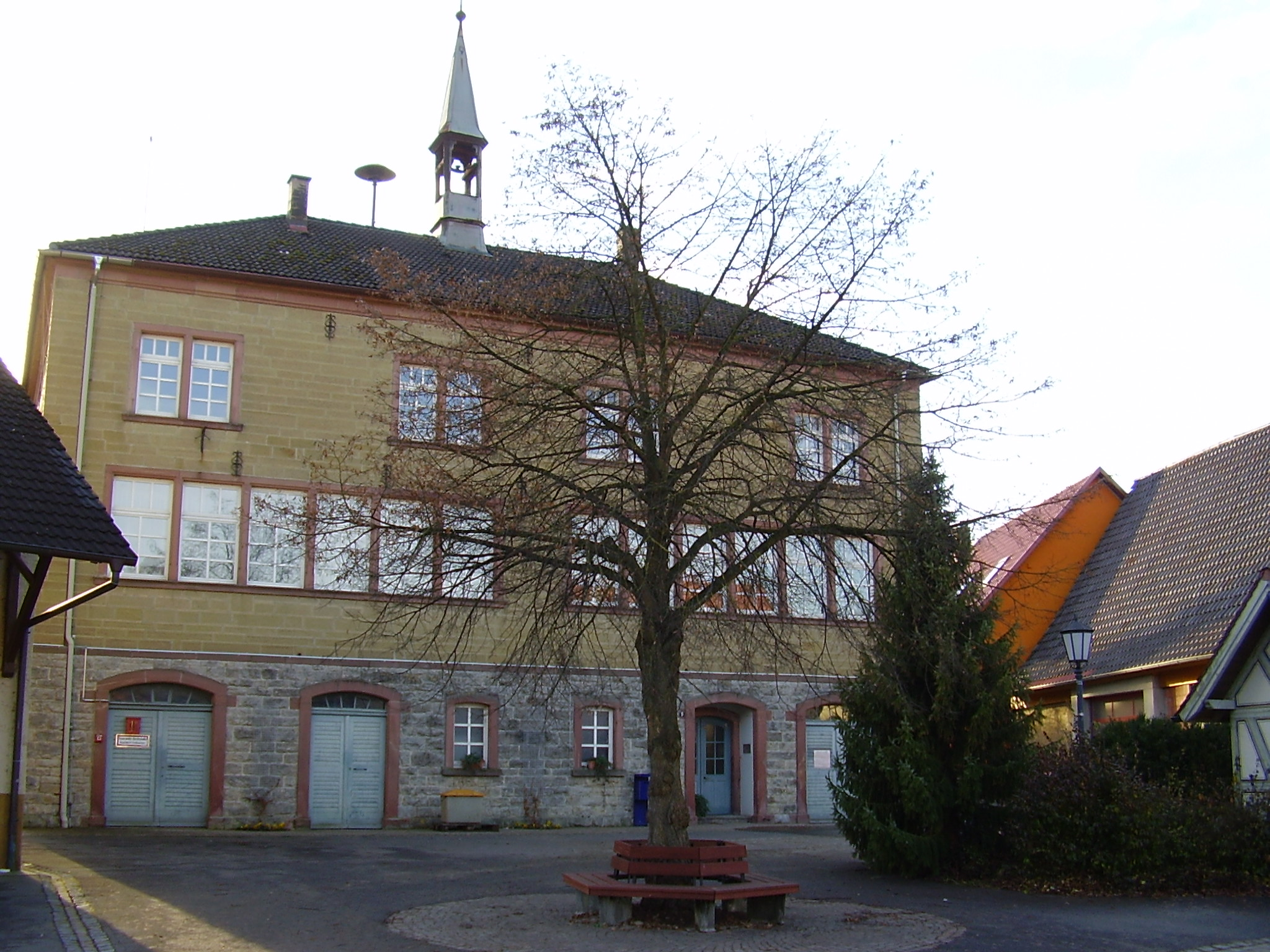
Schul- und Rathaus

## Verkehr

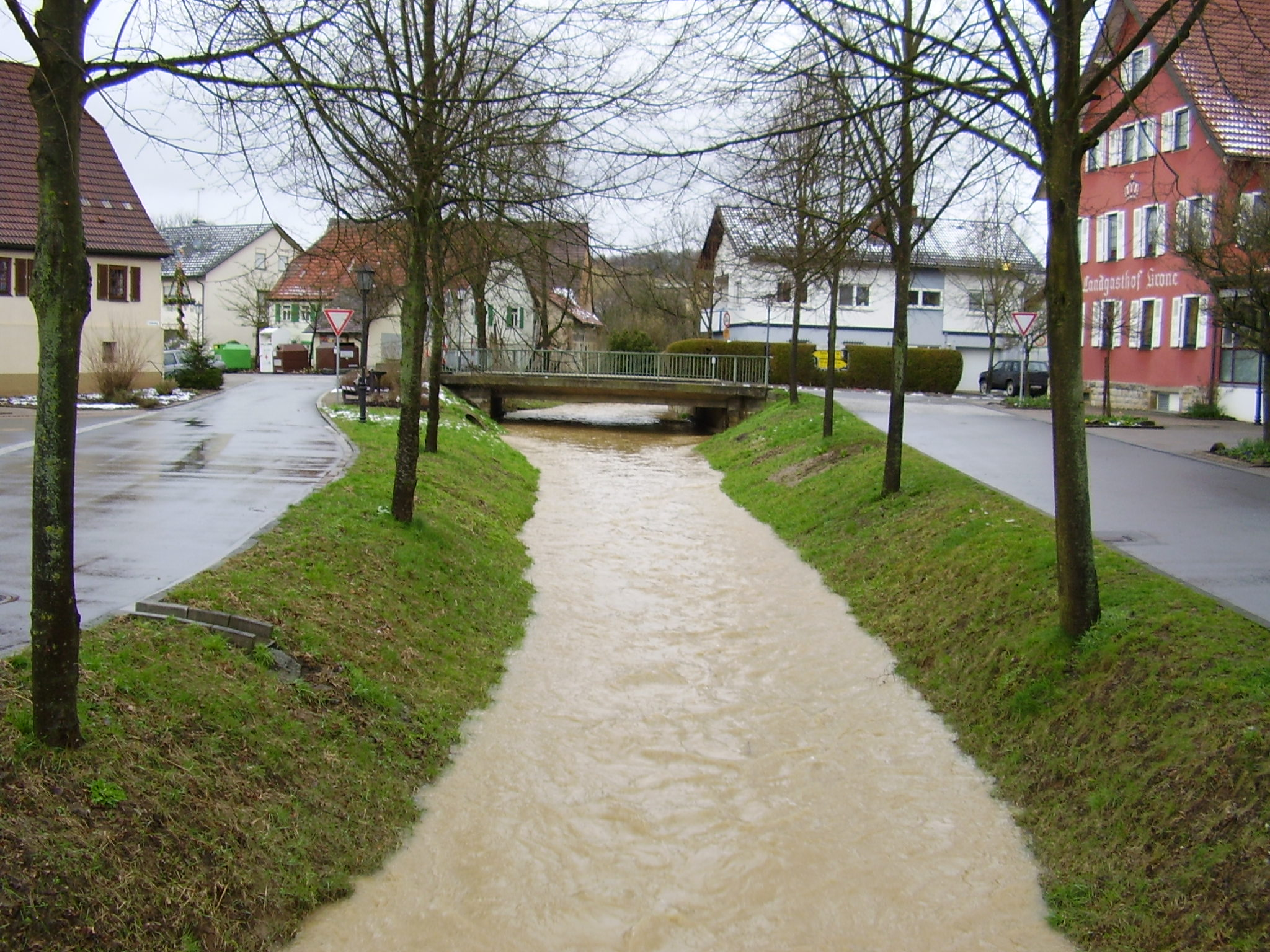
Der Hergstbach in Korb bei Hochwasser

Das einzige öffentliche Verkehrsmittel in Korb ist eine Schulbuslinie von Möckmühl nach Widdern. Die Autofahrt nach Möckmühl dauert ca. 10 Minuten. Möckmühl hat eine Anschlussstelle an der A 81 zwischen Würzburg und Heilbronn (Stuttgart). Möckmühl ist Haltepunkt des Regionalexpress Stuttgart–Würzburg (Frankenbahn).

## Vereine
In der Nähe des Dorfes befindet sich das Segelfluggelände Möckmühl-Korb. An Vereinen existieren seit 1988 der Tauziehclub Korb, der die deutsche Meisterschaft im Tauziehen austrug, außerdem der Chor „Frohsinn Korb“ und der 1984 gegründete Tischtennisclub TTC Korb. Es finden Dorf- und Tauziehfeste statt.

## Persönlichkeiten
- Ferdinand Habermehl (1854–1938), Oberbürgermeister der Stadt Pforzheim